# Бенуэ (штат)
Бенуэ (англ. Benue) — штат на юго-востоке Нигерии. 11 по площади и 9 по населению штат Нигерии. Административный центр штата — город Макурди.

## История
Был образован 3 февраля 1976 года и назван в честь реки.

## Административное деление
Административно штат делится на 23 ТМУ:
| - Agatu - Apa - Ado - Buruku - Gboko - Guma - Gwer East - Gwer West - Katsina-Ala - Konshisha - Kwande - Logo | - Makurdi - Obi - Ogbadibo - Ohimini - Oju - Okpokwu - Отуркпо - Tarka - Ukum - Ushongo - Vandeikya |

## Экономика
Штат Бенуэ — богатый сельскохозяйственный регион в Нигерии.